# Lina Engren
Lina Maria Engren, född 13 februari 1977 i Vällingby, är en svensk bobåkare. 

## Karriär
Vid olympiska vinterspelen 2002 i Salt Lake City tävlade Engren i tvåmannabob tillsammans med Karin Olsson, där de slutade på 14:e plats.